# Metazoa
Métazoaire
Règne
Position phylogénétique
- Opisthocontes
  - Choano-organismes
    - Choanoflagellés
    - Métazoaires
      - Porifera
        - Éponges hexactinellides
        - Démosponges
        - Éponges calcaires

      - Epithéliozoaires
        - Homoscléromorphes
        - Placozoaires
        - Eumétazoaires
          - Cténophores
          - Cnidaires
          - Bilatériens
            - Orthonectides
            - Deutérostomiens
              - Chordés
              - Xénambulacraires
                - Ambulacraires
                - Xénacoelomorphes

            - Protostomiens
              - Chétognathes ?
              - Lophotrochozoaires

              - Ecdysozoaires
                - Panarthropodes
                - Nématozoaires
                - Scalidophores

Groupe frère :  Choanomonada
Les métazoaires (Metazoa) est le groupe d'organismes (clade) désignant les animaux. Les organismes ainsi qualifiés sont :
- pluricellulaires : ils sont constitués de multiples cellules différenciées qui peuvent former des tissus ;
- eucaryotes : leurs cellules ont un noyau ainsi que d'autres organites comme les mitochondries ;
- et hétérotrophes, c'est-à-dire qu'ils se nourrissent de matière organique.

De plus, leurs cellules forment des tissus ; et leur alimentation ne se fait pas par absorption, contrairement aux champignons.
Le concept de métazoaire est apparu par opposition aux protozoaires, qui sont généralement unicellulaires, à une époque où ces derniers étaient encore inclus dans le règne animal. La compréhension actuelle de la phylogénie a conduit à limiter la notion d'animal (nom de taxon : Animalia) aux seuls métazoaires. Le taxon Metazoa n'est donc plus qu'un synonyme d'Animalia.
Le clade des métazoaires a été divisé en Parazoaires (à savoir les éponges) et les Eumétazoaires qui se seraient séparés il y a 940 millions d'années.

## Étymologie
Du grec ancien μετά / metá, « au-delà, après », et du suffixe -zoaire désignant les grandes divisions du règne animal, venant lui-même du grec ancien ζῷον / zỗion, « être vivant, animal ».

## Taxinomie
La phylogénie des métazoaires se précise à l'aide de nouveaux outils d'analyse.
Le taxon Metazoa (identique à l'actuelle version du taxon Animalia) se révèle phylogénétiquement plus proche d'un groupe renfermant la majorité des champignons (Fungi) que de la plupart des formes unicellulaires qui lui avaient été rattachées dans une ancienne version du règne Animalia (plus ou moins équivalent au regroupement des Metazoa et Protozoa actuelles).
La monophylie des métazoaires semble bien établie. En termes plus simples, tous les animaux multicellulaires ont un ancêtre commun dont les descendants sont tous des animaux multicellulaires (à condition d'inclure avec ce qualificatif les myxozoaires). Plusieurs théories sont proposées pour expliquer l'origine des métazoaires. La théorie symbiotique présume que des cellules indépendantes ont développé une relation symbiotique si étroite qu'elles ont perdu leur autonomie et ont dû s'associer. La théorie coloniale suggère que les métazoaires dérivent de colonies de Choanoflagellés. La théorie syncytiale ou plasmodiale fait dériver les métazoaires d'un protozoaire multinucléé qui devient pluricellulaire, en compartimentant sa masse par des cloisons formant autant de cellules qu'il y a de noyaux.

## Caractéristiques propres
Les principales caractéristiques propres aux métazoaires (synapomorphies) sont :
- présence de collagène[5] ;
- la méiose donne des gamètes et pas des spores[5] ;
- présence de desmosomes : jonction membranaires fortes[5] ;
- présence d'un centriole accessoire : il se situe à la base des cils et des flagelles et il est placé perpendiculairement au corps basal (en) ;
- les spermatozoïdes présentent un acrosome.